# メタノトリクス属
メタノトリクス属（Methanothrix）は、メタン醗酵槽などから見つかる酢酸資化性のメタン菌（メタン生成古細菌）である。この属のみで"メタノサエタ科"を構成する。学名は、メタン菌であることと形状から、メタン+ ギリシア語のthrix（髪）より。
かねてより、Methanosaeta（メタノサエタ属）とMethanothrix（メタノトリクス属）どちらが有効か論争となっていたが、Methanosaetaは非合法名と裁定され、Methanothrixが有効となった。ただし、Methanosaeta harundinaceaの再分類、Methanosaetaceae（メタノサエタ科）の訂正は2018年現在行われていない。

## 概要
他のメタン菌と異なり、メタン生成の基質として水素やギ酸などを利用できず、酢酸のみを使用するという特徴がある。現在までにM. soehngenii、M. thermoacetophila、"M. harundinacea"、M. thermophilaの3種が知られているが、何れも鞭毛を持たない1×5μmほどの桿菌であり、フィラメント状に連鎖する。グラム染色では陰性である。M. concilii、"M. harundinacea"は常温菌であるが、M. thermophila、M. thermoacetophilaは55-60°Cで最も活発に活動する。
Methanothrixの増殖速度は極めて遅く、最適条件における世代時間は20時間を超えるのが普通で、純粋培養には長い時間が必要である。これに加え、細胞表面が親水性のためコロニーを形成させるのも難しく、分離は困難を極めた。増殖速度の遅さは酢酸の嫌気分解で得られるエネルギーが非常に少ないことに起因する（酢酸1モルから得られるATPは精々1モル）。その一方で、MethanothrixとMethanosarcina（ただしギ酸やメタノールなどの方を好む）以外のメタン菌は酢酸をあまり好まない、Methanothrixは非常に低濃度の酢酸も利用できるという特性のため、基質を独占して優占する場合もある。この特性を生かし、メタン発酵にも利用されることの多い菌である。